# TRX 420 Fourtrax

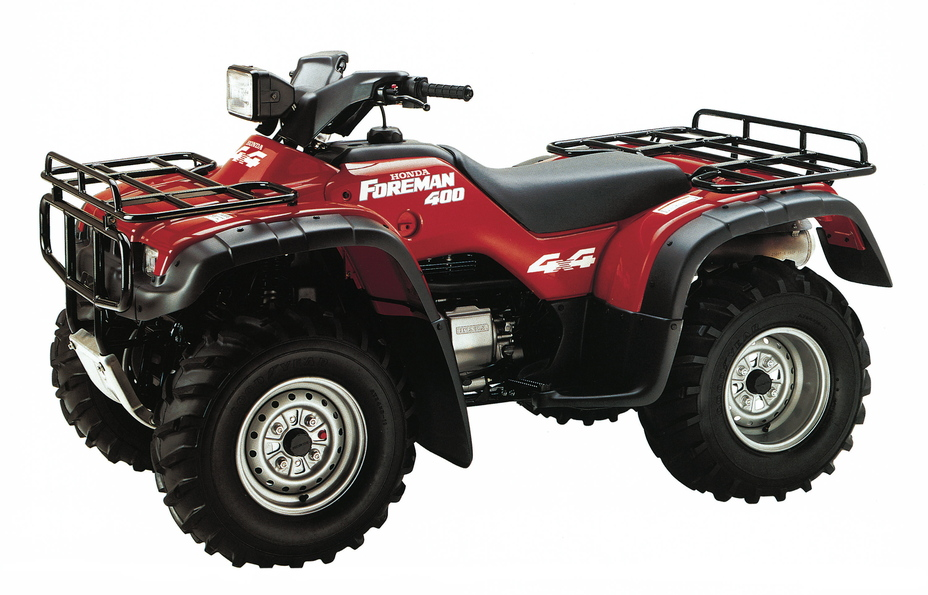
Honda TRX 420.

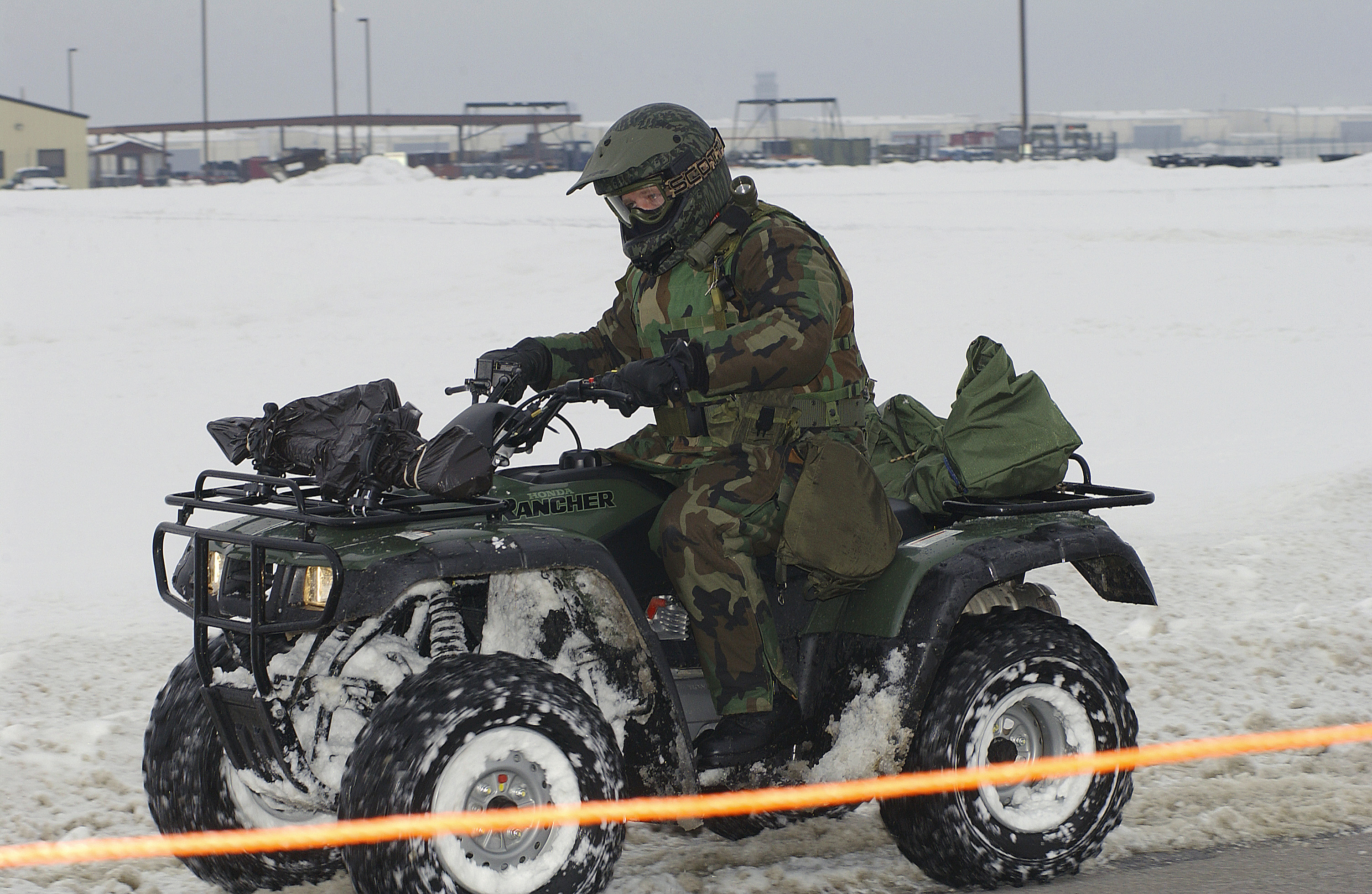
Uma Honda FourTrax Rancher 4x4, em uso militar, na Base de Whiteman, MO.

A TRX 420 Fourtrax é um quadriciclo (ATV) da Honda apresentado em duas versões (4x4 e 4x2), ambas com motor de 420 cc e quatro tempos.

## Características
O veículo é indicado para atividades relacionadas a pecuária ou agricultura, sendo utilizado também como veículo de recreio. Possui mudança elétrica de marchas.